# Hans Chrunak
Hans Chrunak, född 19 september 1948 i Landskrona (av österrikisk far), är en svensk idrottsledare. Namnet stammar från Tjeckien. Han var mycket framgångsrik förbundskapten för simlandslaget (1991-2000) och ledare i Helsingborgs Simsällskap. 2001 utsågs han till Årets idrottsledare i Sverige. Andra utmärkelser som Hans Chrunak tilldelats är bland annat Tidningarnas Telegrambyrås idrottsledarpris (TT:s idrottsledarpris), Prinsens plakett och Nordic Price of Honour.
Hans Chrunak, i viss mån ryktbar för sin frispråkighet, är en känd föreläsare och anlitas även som simexpert av Sveriges Television.
Hans Chrunak fick en minnessten på Landskrona Walk of Fame år 2014.
Den 5 september 2005 utsågs Hans Chrunak till klubbdirektör för Luleå HF. Vid denna tid återupptog klubben samarbete med Obol Investment som man tidigare anlitat för pensionsplaceringar. Denna gång gick samarbetet ut på att bolaget med löften om villkorade ersättningar gick in som sponsor i utbyte mot kontakter med klubbens övriga sponsorer. Hans Chrunak berättar hur klubben under en bjudresa till Schweiz och Italien vilseleddes fullständigt. Klubbens ekonomi blev så småningom även allmänt mycket ansträngd och Hans Chrunak tvingades slutligen avgå från posten den 4 december 2007 med hänvisning till ett av en journalist uppsnappat uttalande om en domare där han sagt att "egentligen borde man gå dit och hosta så att han blir sjuk och dör".